# Martin Luther King, Jr. National Memorial
Das Martin Luther King, Jr. National Memorial (Martin-Luther-King-Nationaldenkmal) ist ein National Memorial nahe der National Mall in Washington, D.C. Es verkörpert das ehrende Gedenken an den 1968 ermordeten US-amerikanischen Baptistenpastor, Bürgerrechtler und Friedensnobelpreisträger Martin Luther King, die Geschichte der Bürgerrechtsbewegung der Afroamerikaner sowie deren inhaltliche Anliegen. Martin Luther King ist der erste Afroamerikaner und der vierte Nicht-Präsident, dem ein National Memorial an der Mall errichtet wurde.
Das Denkmal wurde von dem chinesischen Bildhauer Lei Yixin im Auftrag einer gemeinnützigen Organisation entworfen und erstellt und am 28. August 2011 den Vereinigten Staaten übergeben, es wird durch den National Park Service betreut. Die offizielle Einweihung erfolgte am 16. Oktober 2011.

## Lage
Das Denkmal steht auf einem 16.000 m² großen, staatseigenen Gelände am Westufer (West Bassin Drive) des sogenannten Tidal Basin – einer künstlich angelegten seeähnlichen Ausbuchtung des Potomac River südlich der in Ost-West-Richtung verlaufenden National Mall. Das King-Memorial steht bewusst exakt in der Luftlinie zwischen dem nahegelegenen Lincoln Memorial im Nordwesten (Westende der Mall) und dem Jefferson Memorial am gegenüberliegenden Südostufer der Bucht. Zwischen Thomas Jefferson, Verfasser der amerikanischen Unabhängigkeitserklärung und Verfechter der persönlichen Freiheit, Abraham Lincoln der die Abschaffung der Sklaverei in den USA durchsetzte und Martin Luther King soll eine „line of leadership“ (Verbindungslinie [moralischer] Anführer des Landes) gezogen werden. Dem King Memorial direkt südlich benachbart ist das Roosevelt Memorial. Vor dem Lincoln Memorial hielt King am 28. August 1963 während des Marschs auf Washington für Arbeit und Freiheit – einem der Höhepunkte der amerikanischen Bürgerrechtsproteste der 1960er Jahre gegen die Rassendiskriminierung in den Vereinigten Staaten – vor rund 250.000 Menschen seine berühmt gewordene Rede I Have a Dream. Im Bereich der National Mall waren bisher nur Denkmäler für Weiße, hauptsächlich bedeutende ehemalige Präsidenten („Gründerväter“) der USA, aufgestellt.
Die Adresse des Memorial ist 1964 Independence Ave., SW, Washington, DC, eine Referenz an den bedeutenden Civil Rights Act of 1964, der diskriminierende Wahltests für Afroamerikaner und die Rassentrennung in öffentlichen Einrichtungen für illegal erklärte.

## Beschreibung
Das Denkmal dominiert eine platzartige Erweiterung des Weges zum Ufer hin. Es besteht aus drei Teilen, die vom Künstler in China aus insgesamt 159 einzelnen Granitblöcken gemeißelt wurden und erst vor Ort zusammengesetzt wurden. Sie symbolisieren zentrale Leitideen der Bürgerrechtsbewegung: Gerechtigkeit, Demokratie und Hoffnung, dargestellt durch die Verwendung der drei Elemente Stein, Wasser und Bäume.
Das Rund der Denkmalanlage ist eingefasst von der sogenannten Wand der Zitate, zwei je 70 Meter langen Mauern aus poliertem dunklem chinesischem Granit, in die 14 Zitate Martin Luther Kings aus seinen Reden und Predigten eingemeisselt sind, zum Beispiel I believe that unarmed truth and unconditional love will have the final word in reality (Ich glaube, dass die nackte Wahrheit und die bedingungslose Liebe in dieser Wirklichkeit das letzte Wort haben werden).
Den Eingang bildet der Mountain of Despair (Berg der Verzweiflung), zwei mehrere Meter hohe Felsen aus hell-sandfarbenem chinesischen Granit, die aussehen, als ob sie aus einem einzigen, senkrecht in der Mitte fast glatt geborstenen Stein entstanden seien.

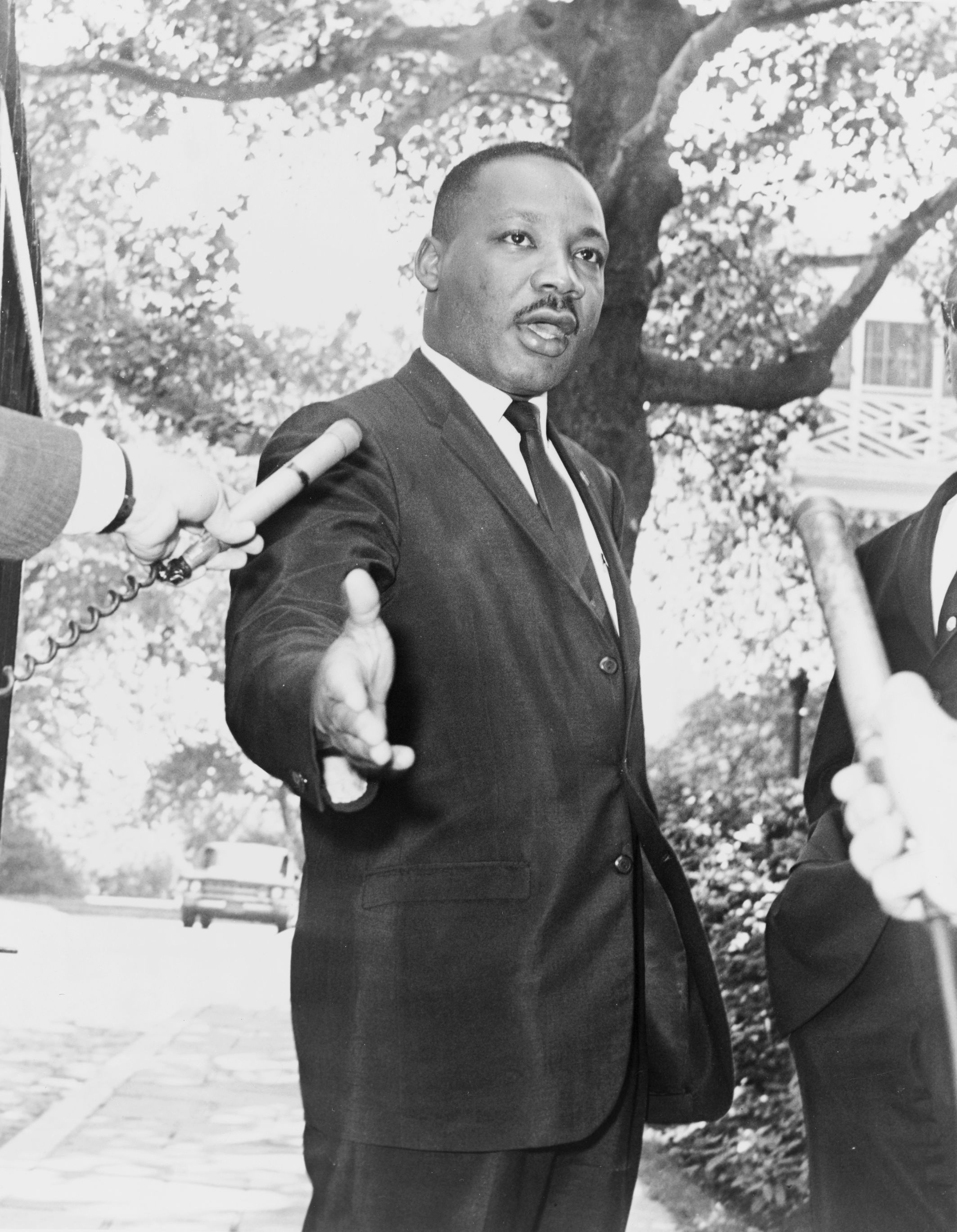
Zur Illustration ein Foto von 1964

Durch diesen Spalt gelangt man zum Zentrum der Anlage, dem Stone of Hope (Stein der Hoffnung), also buchstäblich von einengender Verzweiflung zur Hoffnung. Der Stein der Hoffnung besteht ebenfalls aus hell-sandfarbenem chinesischen Granit. Aus dem vorderen Drittel des ansonsten roh wirkenden Blocks heraus entwickelt sich die annähernd zehn Meter (30 Fuß) hohe, sorgfältig bearbeitete Standfigur von Martin Luther King. Sie ist damit gut drei Meter größer als die von Lincoln und Jefferson. Die Skulptur zeigt King stehend, in Anzug und Krawatte, mit verschränkten Armen, das Gesicht ernst und geradeaus über den Teich dem Jefferson Memorial zugewandt. In der rechten hält er eine Schriftrolle, in der linken einen Füllfederhalter als Symbol seiner stärksten Waffen im gewaltfreien Widerstand. An der rechten Seite des Blocks ist der Spruch Out of the mountain of despair, a stone of hope (Aus dem Berg der Verzweiflung, ein Stein der Hoffnung) eingemeißelt – ein Zitat aus Kings Rede I Have a Dream – auf der linken Seite steht  I was a drum major for justice, peace and righteousness (Ich war ein Tambourmajor für Gerechtigkeit, Frieden und Rechtschaffenheit). Aufgrund von Kritiken, die Figur sehe Standbildern Lenins im Stil des Sozialistischen Realismus ähnlich, musste der Künstler seinen ursprünglichen Entwurf teilweise überarbeiteten. Durch die Körperhaltung mit verschränkten Armen wirkt die Statue in der Endfassung dennoch etwas abweisend, was so nicht dem Charakter Kings entsprach.
Entlang des oberen Weges durch die Anlage befinden sich 24 halbkreisförmige Nischen der Einkehr. Sie erinnern an verschiedene Menschen, die für die Bürgerrechtsbewegung starben. Einige der Nischen bleiben offen und unfertig, um künftig zu ehrende Personen aufzunehmen. Im Bereich des Denkmalplatzes wurden außerdem 182 Yoshino-Kirschbäume (Prunus x yedoensis) aus Japan angepflanzt, die etwa um den Jahrestag der Geburt Kings herum erblühen.

## Entstehungsgeschichte
Von der ersten Planung des Projektes über den Baubeschluss, die Spendensammlung zur Finanzierung bis zur Fertigstellung des Denkmals vergingen rund eineinhalb Jahrzehnte.
Initiiert wurde das Denkmal von der 1906 gegründeten, ersten afroamerikanischen Studentenverbindung, Alpha Phi Alpha (ΑΦΑ), deren Mitglied King 1952 an der Boston University wurde. Bereits nach der Ermordung Kings schlug ΑΦΑ die Errichtung eines Denkmals vor, erneut nachdem Kings Geburtstag zu einem nationalen Feiertag erklärt wurde.
Die Errichtung eines National Memorial bedarf der gesonderten Genehmigung durch den Kongress der Vereinigten Staaten. Diese wurde ΑΦΑ 1996 erteilt, 1998 erhielt ΑΦΑ die Genehmigung zur Gründung einer Stiftung, um einen Wettbewerb, die Ausführungsplanung und Spendenwerbung durchzuführen. 1999 stimmten die United States Commission of Fine Arts (CFA) und die National Capital Planning Commission (NCPC) der Standortwahl zu. Am 13. November 2006 erfolgte im West Potomac Park der symbolische Spatenstich. Im Oktober 2009 wurde die endgültige Baugenehmigung erteilt, im Dezember 2009 mit den Arbeiten begonnen.

### Gesamtplaner und Bildhauer
Nach einem international ausgelobten Architekturwettbewerb, bei dem insgesamt rund 900 Entwürfe aus 52 Ländern eingereicht wurden, erhielt im Jahr 2000 die ROMA Design Group, ein auf Straßenraumgestaltung und Stadtentwicklungsplanung spezialisiertes interdisziplinäres Büro aus Architekten, Landschaftsarchitekten und Stadtplanern mit Sitz in San Francisco, den Zuschlag für den Gesamtentwurf.
Als leitenden Bildhauer eines Zehnerteams zur Realisierung der Skulptur beauftragte die Denkmal-Stiftung Anfang 2007 den in Changsha, China, lebenden Künstler Lei Yixin (* 1954). Er hat in staatlichem Auftrag über 150 Monumentalstatuen entworfen, darunter auch einige von Mao Zedong, und wurde in seiner Heimat als Meisterbildhauer mit lebenslangem Stipendium ausgezeichnet. Die Auswahlkommission war im Rahmen des 2006 in Saint Paul (Minnesota), Städtepartner von Changsha, abgehaltenen Steinbildhauersymposiums Minnesota Rocks! eher zufällig auf ihn aufmerksam geworden. Seine dort präsentierte, gut 2 Meter hohe Skulptur Contemplation soll laut angeblich eigenem Eingeständnis allerdings seine erste eigenhändig ausgeführte Granitskulptur gewesen sein. Unter den Favoriten zum Leitenden Bildhauer war anfänglich der afroamerikanische Bildhauer Ed Dwight, da er bereits mehrere King-Denkmäler gestaltet hatte, allerdings nur aus Bronze. Dass stattdessen ohne förmliches Bewertungsverfahren ein Künstler aus der kommunistischen Volksrepublik China ausgewählt wurde, rief erhebliche Proteste hervor; eine internationale Initiative namens King Is Ours (King gehört uns) wurde gegründet. Der Stiftung wurde vorgeworfen, die Entscheidung wegen niedrigerer Kosten und/oder in der Hoffnung auf große Zuschüsse der Volksrepublik China getroffen zu haben. Das bestritt diese. Die Auswahl sei nicht nach der Hautfarbe des Künstlers getroffen worden, sondern aufgrund der überzeugenden Qualität der gestalterischen Idee sowie der großen Erfahrung des Künstlers mit der Gestaltung großer Personenskulpturen aus Granit. Im April 2008 bezeichnete die U.S. Commission of Fine Art den Entwurf von Yixin als unpassende Darstellung Kings.

### Eröffnung
Die Anlage wurde am 22. August 2011 für das Publikum geöffnet. Anschließend wurden die Hauptgeldgeber auf Galaveranstaltungen geehrt. Die offizielle Eröffnung des Memorial sollte durch den ersten afroamerikanischen US-Präsidenten Barack Obama am 28. August 2011 erfolgen, dem 48. Jahrestag von Kings Rede I Have a Dream. Die Eröffnung wurde wegen des Hurrikans Irene verschoben. Am 16. Oktober 2011 wurde es vor ca. 50.000 Zuschauern von Barack Obama und dem Vizepräsidenten Joe Biden eingeweiht. Bei der Zeremonie traten die Sänger Aretha Franklin und Stevie Wonder und Bürgerrechtler wie Jesse Jackson auf.

### Finanzierung
Die Gesamtkosten des Denkmals belaufen sich auf etwa 120 Millionen US-Dollar. Davon sollen rund 800.000 Dollar von der Familie Kings für die Benutzung des Namens in Rechnung gestellt worden sein. Aufgebracht wurde dieser Betrag durch Spenden, die von einer eigens gegründeten Stiftung eingeworben wurden. Die ersten vier Millionen Dollar stiftete Alpha Phi Alpha, zahlreiche Unternehmen und Organisationen in den USA und weltweit schlossen sich an, darunter die Bill & Melinda Gates Foundation, The Walt Disney Company Foundation, National Association of Realtors, der Filmemacher George Lucas, AT&T, Viacom und Xerox sowie Matching-Funds des Kongresses.